# 卡爾馬柳基夫卡
47°56′55″N 29°25′54″E / 47.94861°N 29.43167°E
卡爾馬柳基夫卡（羅馬化：Karmaliukivka）是位於烏克蘭西南部的村莊，由敖德萨州波迪利斯克区的巴爾塔市鎮負責管轄。該村處於科德馬河畔，始建於1754年，面積3.32平方公里，海拔高度141米，2001年人口574。